# Sommer der Freundschaft
Sommer der Freundschaft (Originaltitel A Storm in Summer) ist ein Filmdrama von Robert Wise in seiner letzten Regiearbeit aus dem Jahr 2000. Es handelt sich um eine Neuverfilmung eines Fernsehfilms aus dem Jahr 1970, der von Hallmark Entertainment für die Reihe der Hallmark Channel Original Movies produziert wurde. Die Hauptrollen des Films sind mit Peter Falk, Aaron Meeks, Andrew McCarthy und Nastassja Kinski besetzt. Das Filmplakat warb mit den Worten „friendship knows no boundaries“ (Freundschaft kennt keine Grenzen) für den Film.

## Handlung
Abel Shaddick ist ein jüdischer Feinkostladenbesitzer in Fairview, Bundesstaat New York. Seine Frau ist gestorben und sein Sohn im Zweiten Weltkrieg beim Angriff auf Stuttgart umgekommen. Der alte Herr trauert noch 25 Jahre später – 1969 – um ihn, kommt nicht über seinen Tod hinweg. Er ist mit der Zeit immer verbitterter geworden und im Ort deshalb nur wenig beliebt. Häufig wohnt sein Neffe Stan bei ihm, der natürlich in Abels Augen in keiner Weise an seinen Sohn heranreicht, und tatsächlich ein rechter Hallodri ist.
Als Abel erfährt, dass Stan im Rahmen eines Wohltätigkeitsprogramms der reichen Debütantin Gloria versprochen hat, einem afroamerikanischen Kind aus Harlem ein Sommerurlaubsquartier zu bieten, bereitet ihm das Probleme, da er weiß, dass Stan sich damit nur bei anderen beliebt machen möchte und es ihm nicht darum geht, einem Kind wirklich zu helfen. Er ist sich zudem sicher, dass er sich um den Jungen kümmern muss, da Stan dies sowieso nicht tun wird. Als der junge Herman D. Washington schließlich in Fairview eintrifft, verhält er sich ihm gegenüber ziemlich ablehnend, zumal Stan sich bereits aus dem Staub gemacht hat. Am liebsten würde Abel den kleinen Herman wieder zurückschicken, dieser fordert ihn jedoch mit seiner offenen Art heraus, sodass Abel sich an seiner Ehre gepackt fühlt. Zudem will er einer wohlhabenden Dame die Stirn bieten, die anbietet, Herman bei sich aufzunehmen. Der alte Mann beschließt, den Jungen bei sich zu behalten und ihm angenehme Sommerferien zu bereiten. Herman bringt den alten Herrn sogar dazu, das erste Mal seit dem Tod seines Sohnes wieder angeln zu gehen.
Im Verlauf des Sommers entsteht zwischen den beiden so unterschiedlichen Menschen tatsächlich eine Verbindung, die man durchaus als freundschaftlich bezeichnen kann. Der Junge, ein Schwarzer, und der alte Mann, ein Jude, sind für die Menschen in ihrer Umgebung im Jahr 1969 ein durchaus seltsames Pärchen. Gerade das führt jedoch dazu, dass sie jeden Tag ein wenig mehr zusammenwachsen, da sich beide bewusst sind, auf ihre Art als Außenseiter von den anderen wahrgenommen zu werden. Auch ist ihnen die ständige Angst vor Übergriffen gemein, mit der sie leben und umgehen müssen. Das wird besonders deutlich, als die beiden nach einem Kinobesuch von jugendlichen Motorradrowdies angepöbelt werden und danach ein aufschlussreiches Gespräch miteinander führen.
Nachdem Abel ein Telegramm von Hermans Großmutter erreicht, das die Nachricht enthält, dass Hermans Bruder Bill im Vietnamkrieg gefallen ist, fühlt der alte Herr sich zurückerinnert an die mühsam verdrängte Zeit, als ihn ein Telegramm erreichte, in dem ihm der Tod seines Sohnes mitgeteilt worden war. Für Herman, der seinen Bruder sehr geliebt hat, ist die Nachricht eine Katastrophe. Dass er in dieser schlimmen Situation auf Abel zählen kann, macht es ein wenig leichter. Trotzdem muss Herman am nächsten Tag nach Harlem, New York, zurückkehren, während Abel Shaddick in Fairview zurückbleibt, wo er einen Anruf seines Neffen erhält, der ihm erzählt, dass er wieder einmal ein gescheitertes Vorstellungsgespräch für einen Job gehabt habe und zurück zu Abel komme, um bei ihm zu wohnen.

## Produktion

### Dreharbeiten, Produktionsnotizen
Das Filmdrama wurde 1998 in Vancouver, British Columbia in Kanada gedreht. Produziert wurde der Film von Hallmark Entertainment und Showtime Original Pictures for All Ages.
Ein Sturm im Sommer, unter der Regie von Robert Wise, ist der 41. Film, den Showtime in den letzten fünf Jahren für ein Familienpublikum produziert hat. Die Themen Rassismus, Antisemitismus und hart erkämpfte Freundschaft seien typisch für diese Filme, die Showtime in dem Bemühen, sowohl jüngere Zuschauer als auch deren Eltern anzusprechen, jetzt unter dem Banner Original Pictures for All Ages anbiete. Bandengewalt, Krankheit, Homosexualität und der Holocaust gehörten zu den Themen, die auftauchen, wobei gelegentlich auch leichtere Kost untergemischt werde.

### Veröffentlichung
Die Premiere des Films fand am 9. April 2000 bei Premiere World statt. In den Vereinigten Staaten wurde der Film am 18. Januar 2000 auf dem Palm Springs International Film Festival vorgestellt, am 27. Februar 2000 wurde er dann allgemein in den USA veröffentlicht. In Schweden erfolgte eine Veröffentlichung am 1. Mai 2005, in Australien am 25. Februar 2007. Veröffentlicht wurde der Film zudem in Bulgarien, Frankreich, Ungarn, Italien, Japan, Polen, Portugal, Russland und in Spanien sowie in Deutschland, dort unter dem Titel Sommer der Freundschaft.

## Rezeption

### Kritik
Aaron Beierle lobte auf der Seite DVD talk die Leistungen der Schauspieler und sprach von einem höchst unterhaltsamen Film. Falk verleihe dem von ihm gespielten Charakter Tiefe und Menschlichkeit, zeige aber auch dessen verschiedene Seiten mit perfektem Timing. Die Leistung von McCarthy sei die am wenigsten interessante im Film. Aaron Meeks hingegen gebe ein starkes Debüt als Herman, eines zynischen, gewieften Jungen, der allmählich lerne, sich mit dem älteren Mann anzufreunden. Laut dem Lexikon des internationalen Films ist Sommer der Freundschaft „[e]ine gefühlvolle Geschichte auf gehobenen Fernseh-Standard, die ohne besondere Überraschungen den Wandel eines Einzelgängers beschreibt, der trotz aller Leiden begreift, dass auch er im Alter seinen Platz in der Gesellschaft hat. – Ab 14.“. Die Redaktion von TV Today gab dem Film für Humor, Anspruch und Spannung je einen von drei möglichen Punkten und stellte fest: „Der inzwischen 89-jährige Robert Wise (…) liefert nur ein flaches, rührseliges Remake des TV-Originals von 1970.“ Fazit: „Geschwätzig und ziemlich gediegen“.
In der Variety schrieb Robert Koehler, dass der Film kaum messbare dramatische Niederschläge verzeichne, selbst nach den gedämpften Maßstäben eines gut gemeinten Telepics, das für Jung und Alt gleichermaßen konzipiert worden sei. Es sei der 40. Film, bei dem Robert Wise  Regie geführt habe, aber mit seiner flachen Darstellung und offensichtlichen Gefühlslage sei das Pic kaum eine würdige Ergänzung zu einer der angesehensten Karrieren Hollywoods.
Die Redaktion von RadioTimes.com lobte: Bewegendes Drama mit Peter Falk in der Hauptrolle als verbitterter alter Mann, der sein Haus für einen unterprivilegierten Jungen aus Harlem öffnet, dem es aber schwerfällt, seine wahren Gefühle für den Jungen zu zeigen. Auch auf der Seite The Christian Science Monitor wurde der Film gelobt, als ein Juwel, das die ganze Familie problemlos teilen könne.
Ted Shen befand im Chicago Reader, der ausgeprägte Liberalismus von Rod Serlings Drehbuch aus dem Jahr 1970 sei nicht gut gealtert. Der Hollywood-Star Robert Wise, der Regie führte, betone Serlings Didaktik, indem er die Bigotterie herabwürdige. Doch mildere aufrichtige Herzlichkeit zwischen den beiden Hauptdarstellern die einfältige Rhetorik (und Falks Übertreibungen).

### Auszeichnungen
- Sommer der Freundschaft wurde 2001 in der Kategorie „Bester Familienfilm“ mit dem Young Artist Award ausgezeichnet.
  - Aaron Meeks wurde für den Young Artist Award nominiert.
- Rod Serling erhielt 2001 die Auszeichnung Writers Guild of America Award
- Die Produzenten des Films wurden 2001 mit dem Daytime Emmy Award ausgezeichnet.
  - Peter Falk und Rod Serling wurden für den Daytime Emmy Award nominiert.